# 本間剛
本間 剛（ほんま つよし、1969年3月28日 - ）は、日本の俳優。クリオネ所属。東京都出身。桜美林大学経済学部卒業。身長164cm、体重63kg。血液型はAB型。

## 出演

### テレビドラマ
- 夫婦の危機シリーズ3 消えない記憶（TBS、1994年5月）
- ケータイ刑事 銭形零 第4話（BS-i、2004年10月）
- 恋する日曜日 セカンドシリーズ第14話（BS-i、2005年7月） - 山崎太郎
- 恋する日曜日 第3シリーズ第14話・第19話（BS-i、2007年4月-5月）
- ケータイ刑事 銭形海 1stシリーズ第1話（BS-i、2007年7月）
- ケータイ刑事 銭形海 2ndシリーズ第5話（BS-i、2007年11月）
- SP 警視庁警備部警護課第四係 第1話（フジテレビ、2007年11月）
- エジソンの母 第3話（TBS、2008年1月）
- 奇跡のドラマスペシャル ミラクルボイス（TBS、2008年1月）
- 24時間あたためますか?〜疾風怒涛コンビニ伝〜 第2章（日本テレビ、2008年3月）
- 鉄道むすめ〜Girls be ambitious!〜（独立UHF局ほか、2008年10月-2009年1月）
- 本日も晴れ。異状なし（TBS、2009年1月-3月） - 下地久
- オルトロスの犬 第7話（TBS、2009年9月） - 患者
- 派遣のオスカル 〜少女漫画に愛をこめて 最終回（NHK、2009年10月） - 開発1課社員
- おひとりさま 第2話（TBS、2009年10月）
- NHK大河ドラマ
  - 龍馬伝（2010年、NHK）
  - 平清盛（2012年、NHK）
  - おんな城主 直虎（2017年、NHK） - 日根野弘就 役
  - いだてん〜東京オリムピック噺〜（2019年、NHK） - 寺田
- 連続テレビ小説「ゲゲゲの女房」第115話（NHK、2010年9月） - 編集者
- 相棒 season9 第11話（テレビ朝日、2011年1月） - 信川順 役
- 新・警視庁捜査一課9係 season3 第6話（テレビ朝日、2011年8月） - 坂本晋平 役
- ラストマネー -愛の値段- 第2話（NHK、2011年9月）
- ハングリー! 第3話（フジテレビ、2012年1月）
- ティーンコート 第10話（日本テレビ、2012年3月）
- ATARU 第8話（TBS、2012年6月）
- 一休さん（フジテレビ、2012年6月）
- 主に泣いてます 第1話（フジテレビ、2012年7月） - 面接官男
- 遺留捜査 第2シリーズ第2話（テレビ朝日、2012年7月）
- 踊る大捜査線 THE LAST TV サラリーマン刑事と最後の難事件（フジテレビ、2012年9月）
- シングルマザーズ 第1話（NHK、2012年10月）
- ハンチョウ〜警視庁安積班〜 シリーズ6 第1話（TBS、2013年1月）
- そんなこんなで女は走る（東海テレビ、2013年3月）
- ご縁ハンター 第1話（NHK、2013年4月）
- 確証〜警視庁捜査3課 第4話（TBS、2013年5月） - 川上博 役
- POWER GAME〜パワーゲーム〜 第5話・第6話（NHK BSプレミアム、2013年9月） - 記者
- 嘘の証明 犯罪心理分析官・梶原圭子3（テレビ東京、2013年10月）
- ハードナッツ! 第4話（NHK BSプレミアム、2013年11月）
- 女はそれを許さない 第5話（TBS、2014年11月） - 林田崇 役
- 月曜ゴールデン特別企画「松本清張サスペンス・影の地帯」（TBS、2015年7月） - 下村
- マッサージ探偵ジョー（2017年） - 児玉哲司 役
- 遺留捜査 SEASON5 第2話（2018年） - 武山淳之介 役
- 警視庁ゼロ係～生活安全課なんでも相談室～THIRD SEASON 第3話（2018年） - 笠原貴明 役
- THE GOOD WIFE / グッドワイフ（2019年） - 井上弘昌 役
- インハンド 第5話（2019年）
- SUITS/スーツ2 第9話（2020年） - 柴田 役
- 天国と地獄〜サイコな2人〜 第4話（2021年）
- 刑事7人 Season8 第1話（2022年） - 田代公康 役
- PICU 小児集中治療室 第2話（2022年）
- クロサギ 第2話（2022年） - 弁護士 役
- 星降る夜に 第1話（2023年） - 葬儀の参列者 役
- 生理のおじさんとその娘（2023年） - 吉本 役
- 特捜9 season6 第1話・第2話（2023年） - 大和田和弘 役
- アイシー〜瞬間記憶捜査・柊班〜 第5話（2025年2月18日、フジテレビ） - 岡田一郎 役[1]

### 特撮
- 天装戦隊ゴセイジャー 第23話（テレビ朝日、2010年7月）
- 烈車戦隊トッキュウジャー 第38話（テレビ朝日、2014年11月） - 分倍河原藁次郎

### 映画
- オペレッタ狸御殿（2005年5月28日） - 奴狸
- フローズンライフ（2007年9月1日） - 成瀬純一
- 全然大丈夫（2008年1月26日）
- 踊る大捜査線 THE FINAL 新たなる希望（2012年9月7日）
- 母さんがどんなに僕を嫌いでも（2018年11月16日） - 課長

### 舞台
- ラフカット'98「愛の結晶くん」（作・演出：堤泰之、1998年）
- ちからわざ第4回公演「さきわうために、できること」（作：佐藤二朗/演出：堤泰之、1999年）
- 東京バブル「NO GOOD」（演出：得丸伸二、1999年）
- 東京タンバリン第11回公演「春夏秋冬」（作・演出：高井浩子、1999年）
- 演劇集団フラジャイル「COUNSELING HITLERS」（演出：桜井秀峰、1999年）
- 東京タンバリン第12回公演「盆と正月」（作・演出：高井浩子、2000年）
- 三田村組第6回公演「分署物語・3」（作・演出：古屋治男、2003年）
- KERA・MAP#002「青十字」（作・演出：ケラリーノ・サンドロヴィッチ、2003年）
- 雷電プロデュース「雷電支度部屋」（演出：堤泰之、2003年）
- ちからわざ第7回公演「ポウズ〜さきわうためにできること・改訂版〜」（作：佐藤二朗/演出：堤泰之、2004年）
- 劇団道学先生第13回公演「エキスポ」（脚本：中島淳彦/演出：黒岩亮、2004年）
- 雷電プロデュース「雷電披露宴」（演出：堤泰之、2005年）
- マルハンクラブ第2回公演「Myblue heaven?」（作・演出：半海一晃、2005年）
- KAKUTA第17回公演「北極星から十七つ先」（作・演出：桑原裕子、2005年）
- ペテカン第26回公演「タバコの煙とコーヒーの湯気」（作・演出：本田誠人、2006年）
- コローレ「ハルちゃん」（作：ラサール石井/演出：田村孝裕、2006年）
- ちからわざ第8回公演「ランプ」（作：佐藤二朗/演出：堤泰之、2006年）
- ブラジル「天国」（脚本・演出：ブラジリィー・アン・山田、2007年）
- FABRICA［12.0.1］（脚本：高井浩子/演出：本広克行、2007年）
- ちからわざ第9回公演「ムコウカタ」（作：佐藤二朗/演出：堤泰之、2008年）
- 東宝芸能「王様とおばさん」（脚本・演出：福島三郎、2008年）
- 劇団HOBO第1回公演「喧嘩農家」（作：平田侑也/演出：おかやまはじめ、2008年）
- 「晩秋」（作・演出マキノノゾミ、2009年、明治座）
- 劇団HOBO第2回公演「明日の幸福論」（脚本：おかやまはじめ・平田侑也/演出：おかやまはじめ、2010年）
- 東京ヴォードヴィルショー 京極圭プロデュースVOL.3「ROOT BEERS」（作・演出：桑原裕子、2010年）
- Clione Compilation Reading「Rain men in Noel〜雨男たちのクリスマス」（作・演出：本田誠人、2010年）
- 劇団HOBO第3回公演「ハロルコ」（作・演出：おかやまはじめ、2011年）
- 劇団道学先生「デンキ島〜白い家篇〜」（作：蓬莱竜太/演出：大谷亮介、2011年）
- Special Playing Company鈴舟#5「ベイビー*フェイス2」（作：太田善也/演出：堤泰之、2011年）
- ちからわざ第11回公演「ハラナイ荘の人々」（作：佐藤二朗/演出：堤泰之、2012年）
- 劇団HOBO第4回公演「ナイアガラ」（作・演出：おかやまはじめ、2012年）
- 東京マハロ第10回公演「引き出しの中のラブレター」（作・演出：矢島弘一、2012年）
- LEMON LIVE vol.10「トリオ」（作・演出：齋藤栄作、2013年） - 日替わりゲスト出演
- 東京マハロ第27回公演「貴子はそれを愛と呼ぶ」（作・演出：矢島弘一、2023年）[2]
- 宮下貴浩×私オムプロデュース第7回公演「愚れノ群れ」（作・演出：私オム、2024年）[3]
- 「そのいのち」（作：佐藤二朗/演出：堤泰之、2024年）[4]

### CM
- SEIYU 言わなきゃよかった編（監督：田川恵理、2009年）
- サントリー BOSSレインボーマウンテン お父さん篇（監督：八木敏幸、2009年）
- カプコン モンスターハンターオンラインゲーム（監督：柳沢翔、2010年）
- 積水ハウス 積水ハウスの歌（2011年）
- 花王 ヘルシア緑茶 なぜ苦いか篇（監督：岩井克之、2012年 - 2013年）
- ユーキャン OL AFTER篇（監督：三木俊一郎、2013年）
- 興和 ザ・ガードコーワ整腸錠α3+「大腸検索 妻」編（2020年12月1日 - ）

### ラジオ
- NHK-FM FMシアター「KILLERと呼ばれた男」